# SproutCore
SproutCore – otwartoźródłowa biblioteka programistyczna w języku JavaScript. Celem projektu było stworzenie biblioteki umożliwiającej tworzenie interfejsu użytkownika przypominającego aplikacje desktopowe. Jest dostępna na Licencji MIT.
Filozofią SproutCore jest przeniesienie logiki biznesowej do części klienckiej, w celu przyspieszenia działania aplikacji i poprawy User Experience. Na SproutCore bazuje inna biblioteka, Ember.js.
Firma Apple rozpoczęła w 2008 roku MobileMe na Worldwide Developers Conference, zaznaczając, że wiele aplikacji powstało z użyciem SproutCore. Apple znacznie rozwinęło ten projekt jako część inicjatywy Web 2.0.